# 愛知県高等学校一覧
| 総数                                     | 221校・1分校     |
| 国立                                     | 2校              |
| 公立                                     | 164校・1分校     |
| 私立                                     | 55校             |
| 教育委員会所在地                         | 〒460-8534       |
| 日本 愛知県名古屋市中区三の丸3丁目1番2号 |                  |
| 公式サイト                               | 愛知県教育委員会 |

愛知県高等学校一覧（あいちけん こうとうがっこういちらん）は、愛知県の高校の一覧。

## 国立高等学校
- 名古屋大学教育学部附属高等学校
- 愛知教育大学附属高等学校

## 公立高等学校
- 県立高校の全日制普通科の通学区域は尾張、三河の二学区制。
- 名古屋市立高校の全日制普通科も尾張学区に属し、県立高と込み日程で入試が実施される。
- 三河、尾張の境界区域には公立普通科進学の調整特例がある。
- 公立専門学科・総合学科、定時制、通信制は全県学区。
- 離島（篠島、日間賀島、佐久島）の生徒は学科を問わず県内全域の公立全日制高校に志願できる。
- 定時制課程、職業科、職業科を併設している高校を含む（校名の後に併設課程・科を付記）。

### 尾張学区

#### 名古屋市
普通科高等学校
- 愛知県立旭丘高等学校（美術）
- 愛知県立熱田高等学校（夜間定時普通）
- 愛知県立惟信高等学校
- 愛知県立松蔭高等学校
- 愛知県立昭和高等学校
- 愛知県立瑞陵高等学校（食物、理数）
- 愛知県立千種高等学校（国際教養）
- 愛知県立天白高等学校
- 愛知県立中村高等学校
- 愛知県立名古屋西高等学校（夜間定時普通）
- 愛知県立名古屋南高等学校
- 愛知県立鳴海高等学校
- 愛知県立明和高等学校（音楽、夜間定時普通）
- 愛知県立守山高等学校

- 名古屋市立菊里高等学校（音楽）
- 名古屋市立北高等学校
- 名古屋市立向陽高等学校（国際科学）
- 名古屋市立桜台高等学校（ファッション文化）
- 名古屋市立富田高等学校
- 名古屋市立緑高等学校
- 名古屋市立名東高等学校（国際英語）
- 名古屋市立山田高等学校

総合学科の高等学校
- 愛知県立南陽高等学校
- 愛知県立緑丘高等学校
- 名古屋市立西陵高等学校

専門学科の高等学校
- 愛知県立愛知商業高等学校
- 愛知県立愛知総合工科高等学校
- 愛知県立中川青和高等学校
- 愛知県立名古屋工科高等学校（夜間定時機械）
- 名古屋市立名古屋商業高等学校
- 名古屋市立工業高等学校（夜間定時工業技術）
- 名古屋市立工芸高等学校
- 名古屋市立若宮商業高等学校

定時制課程・通信制課程のみ
- 愛知県立旭陵高等学校（通信制）
- 愛知県立城北つばさ高等学校（定時制）（昼間定時普通、夜間定時ものつくり）
- 名古屋市立中央高等学校（定時制）

#### 東尾張
普通科高等学校
- 愛知県立旭野高等学校
- 愛知県立春日井高等学校（夜間定時普通）
- 愛知県立春日井西高等学校
- 愛知県立春日井東高等学校
- 愛知県立春日井南高等学校
- 愛知県立高蔵寺高等学校
- 愛知県立瀬戸高等学校
- 愛知県立瀬戸西高等学校
- 愛知県立東郷高等学校
- 愛知県立豊明高等学校
- 愛知県立日進高等学校
- 愛知県立日進西高等学校
- 愛知県立長久手高等学校

総合学科の高等学校
- 愛知県立瀬戸北総合高等学校

専門学科の高等学校
- 愛知県立春日井工科高等学校
- 愛知県立春日井泉高等学校
- 愛知県立瀬戸工科高等学校（夜間定時総合ビジネス）

#### 西尾張
普通科高等学校
- 愛知県立一宮高等学校（ファッション創造、夜間定時普通）
- 愛知県立一宮北高等学校
- 愛知県立一宮興道高等学校
- 愛知県立一宮西高等学校
- 愛知県立一宮南高等学校
- 愛知県立稲沢緑風館高等学校（農業）
- 愛知県立犬山高等学校（総合ビジネス、夜間定時普通）
- 愛知県立海翔高等学校（福祉）
- 愛知県立木曽川高等学校（総合ビジネス）
- 愛知県立江南高等学校
- 愛知県立五条高等学校
- 愛知県立小牧高等学校（夜間定時普通）
- 愛知県立小牧南高等学校
- 愛知県立新川高等学校
- 愛知県立津島高等学校（夜間定時普通）
- 愛知県立津島北高等学校（総合ビジネス）
- 愛知県立津島東高等学校
- 愛知県立津島北翔高等学校
- 愛知県立西春高等学校
- 愛知県立丹羽高等学校
- 愛知県立尾北高等学校（国際教養）
- 愛知県立美和高等学校

総合学科の高等学校
- 愛知県立岩倉総合高等学校
- 愛知県立杏和高等学校
- 愛知県立犬山総合高等学校

専門学科の高等学校
- 愛知県立愛西工科高等学校
- 愛知県立一宮起工科高等学校（昼間定時普通）
- 愛知県立一宮工科高等学校
- 愛知県立一宮商業高等学校
- 愛知県立古知野高等学校（夜間定時普通）
- 愛知県立小牧工科高等学校
- 愛知県立佐屋高等学校

#### 知多
普通科高等学校
- 愛知県立阿久比高等学校
- 愛知県立内海高等学校
- 愛知県立大府高等学校（生活文化、夜間定時普通）
- 愛知県立大府東高等学校
- 愛知県立武豊高等学校
- 愛知県立東海南高等学校
- 愛知県立常滑高等学校（セラミックアーツ科・クリエイティブデザイン科）
- 愛知県立半田高等学校
- 愛知県立半田東高等学校
- 愛知県立東浦高等学校
- 愛知県立横須賀高等学校（夜間定時普通）

総合学科の高等学校
- 愛知県立知多翔洋高等学校

専門学科の高等学校
- 愛知県立東海樟風高等学校
- 愛知県立桃陵高等学校
- 愛知県立半田工科高等学校
- 愛知県立半田商業高等学校（夜間定時総合ビジネス）
- 愛知県立半田農業高等学校

### 三河学区

#### 西三河
普通科高等学校
- 愛知県立足助高等学校
- 愛知県立安城高等学校（生活文化、夜間定時普通）
- 愛知県立安城東高等学校
- 愛知県立安城南高等学校
- 愛知県立一色高等学校（生活デザイン、夜間定時普通）
- 愛知県立岩津高等学校（生活デザイン、調理国際）
- 愛知県立岡崎高等学校（夜間定時普通）
- 愛知県立岡崎北高等学校（理数科）
- 愛知県立岡崎西高等学校
- 愛知県立加茂丘高等学校
- 愛知県立刈谷高等学校
- 愛知県立刈谷北高等学校（国際教養）
- 愛知県立吉良高等学校（生活文化）
- 愛知県立幸田高等学校
- 愛知県立衣台高等学校
- 愛知県立高浜高等学校（福祉）
- 愛知県立知立東高等学校
- 愛知県立豊田高等学校
- 愛知県立豊田北高等学校
- 愛知県立豊田西高等学校（夜間定時普通）
- 愛知県立豊田南高等学校
- 愛知県立西尾高等学校
- 愛知県立西尾東高等学校
- 愛知県立碧南高等学校（総合ビジネス、夜間定時普通）
- 愛知県立松平高等学校（ライフコーディネート）
- 愛知県立三好高等学校（スポーツ科学）
- 愛知県立豊野高等学校

総合学科の高等学校
- 愛知県立岡崎東高等学校
- 愛知県立鶴城丘高等学校
- 愛知県立知立高等学校
- 愛知県立豊田東高等学校

専門学科の高等学校
- 愛知県立安城農林高等学校
- 愛知県立岡崎工科高等学校（夜間定時機械）
- 愛知県立岡崎商業高等学校
- 愛知県立刈谷工科高等学校
- 愛知県立猿投農林高等学校
- 愛知県立豊田工科高等学校（夜間定時機械）
- 愛知県立碧南工科高等学校

定時制課程・通信制課程のみ
- 愛知県立刈谷東高等学校（定時制、通信制）

#### 東三河
普通科高等学校
- 愛知県立蒲郡東高等学校
- 愛知県立国府高等学校（総合ビジネス）
- 愛知県立小坂井高等学校
- 愛知県立成章高等学校（総合ビジネス、生活文化）
- 愛知県立時習館高等学校
- 愛知県立田口高等学校（林業）
- 愛知県立豊橋東高等学校
- 愛知県立豊橋南高等学校（生活デザイン）
- 愛知県立福江高等学校
- 愛知県立御津あおば高等学校（国際教養）
- 愛知県立豊丘高等学校（生活文化）

総合学科の高等学校
- 愛知県立蒲郡高等学校（夜間定時普通）
- 愛知県立新城有教館高等学校
- 愛知県立豊橋西高等学校

専門学科の高等学校
- 愛知県立渥美農業高等学校
- 愛知県立新城有教館高等学校作手校舎
- 愛知県立豊川工科高等学校
- 愛知県立豊橋工科高等学校（夜間定時機械）
- 愛知県立豊橋商業高等学校
- 愛知県立宝陵高等学校
- 愛知県立三谷水産高等学校

定時制課程・通信制課程のみ
- 豊橋市立豊橋高等学校（定時制）

## 私立高等学校・私立中等教育学校

### 名古屋市
- 愛知高等学校
- 愛知工業大学名電高等学校
- 名古屋たちばな高等学校
- 愛知淑徳高等学校
- 愛知みずほ大学瑞穂高等学校
- 桜花学園高等学校
- 菊華高等学校
- 享栄高等学校
- 金城学院高等学校
- 啓明学館高等学校
- 至学館高等学校
- 椙山女学園高等学校
- 大同大学大同高等学校
- 中京大学附属中京高等学校
- 東海高等学校
- 東海学園高等学校
- 東邦高等学校
- 同朋高等学校
- 名古屋高等学校
- 名古屋大谷高等学校
- 名古屋経済大学市邨高等学校
- 名古屋経済大学高蔵高等学校
- 名古屋工業高等学校
- 名古屋国際高等学校
- 名古屋葵大学高等学校
- 南山高等学校（男子部）
- 南山高等学校（女子部）
- 名城大学附属高等学校

### 東尾張
- 栄徳高等学校
- 国際高等学校（全寮制・IBDP）
- 聖カピタニオ女子高等学校
- 星城高等学校
- 聖霊高等学校
- 中部大学第一高等学校
- 中部大学春日丘高等学校

### 西尾張
- 愛知啓成高等学校
- 愛知黎明高等学校
- 修文学院高等学校
- 誠信高等学校
- 清林館高等学校
- 大成高等学校
- 滝高等学校
- 誉高等学校

### 知多
- 日本福祉大学付属高等学校

### 西三河
- 愛知産業大学三河高等学校
- 安城学園高等学校
- 人間環境大学附属岡崎高等学校
- 岡崎城西高等学校
- 杜若高等学校
- 豊田大谷高等学校
- 光ヶ丘女子高等学校
- ルネサンス豊田高等学校（通信制）

### 東三河
- 海陽中等教育学校
- 黄柳野高等学校
- 桜丘高等学校
- 豊川高等学校
- 豊橋中央高等学校
- 藤ノ花女子高等学校